# I Moromete
I Moromete (Moromeţii) è un romanzo dello scrittore rumeno Marin Preda pubblicato nel 1955.

## Trama
Il romanzo racconta la storia di una famiglia contadina durante il secondo dopoguerra, alternando i momenti riflessivi a quelli comici.

## Critica
Questo libro riscosse un forte e acclamato successo, tanto che Eugène Ionesco disse, in merito al romanzo:
(Eugene Ionesco)
Inoltre venne girato un film dal titolo omonimo nel 1987.